# Ken Malcolm
Kenneth "Ken" Campbell Malcolm (født 25. juli 1926, død 23. maj 2006) var en skotsk fodboldspiller (forsvarer).
Malcolm startede sin karriere i hjemlandet hos Arbroath, hvor han spillede frem til 1954, hvor han skiftede til engelske Ipswich Town. Her var han i 1962 med til at sikre klubben dets hidtil eneste engelske mesterskab. Han stoppede karrieren året efter.

## Titler
Engelsk mesteskab
- 1962 med Ipswich Town